# Stevie Browning
Steven Edward Browning, detto Stevie (Logan, 30 novembre 1993), è un ex cestista statunitense.

## Palmarès
- Campionato ungherese: 1

Szolnok Olaj: 2017-18
- Coppa d'Ungheria: 1

Szolnok Olaj: 2018